# Fritz Tomann

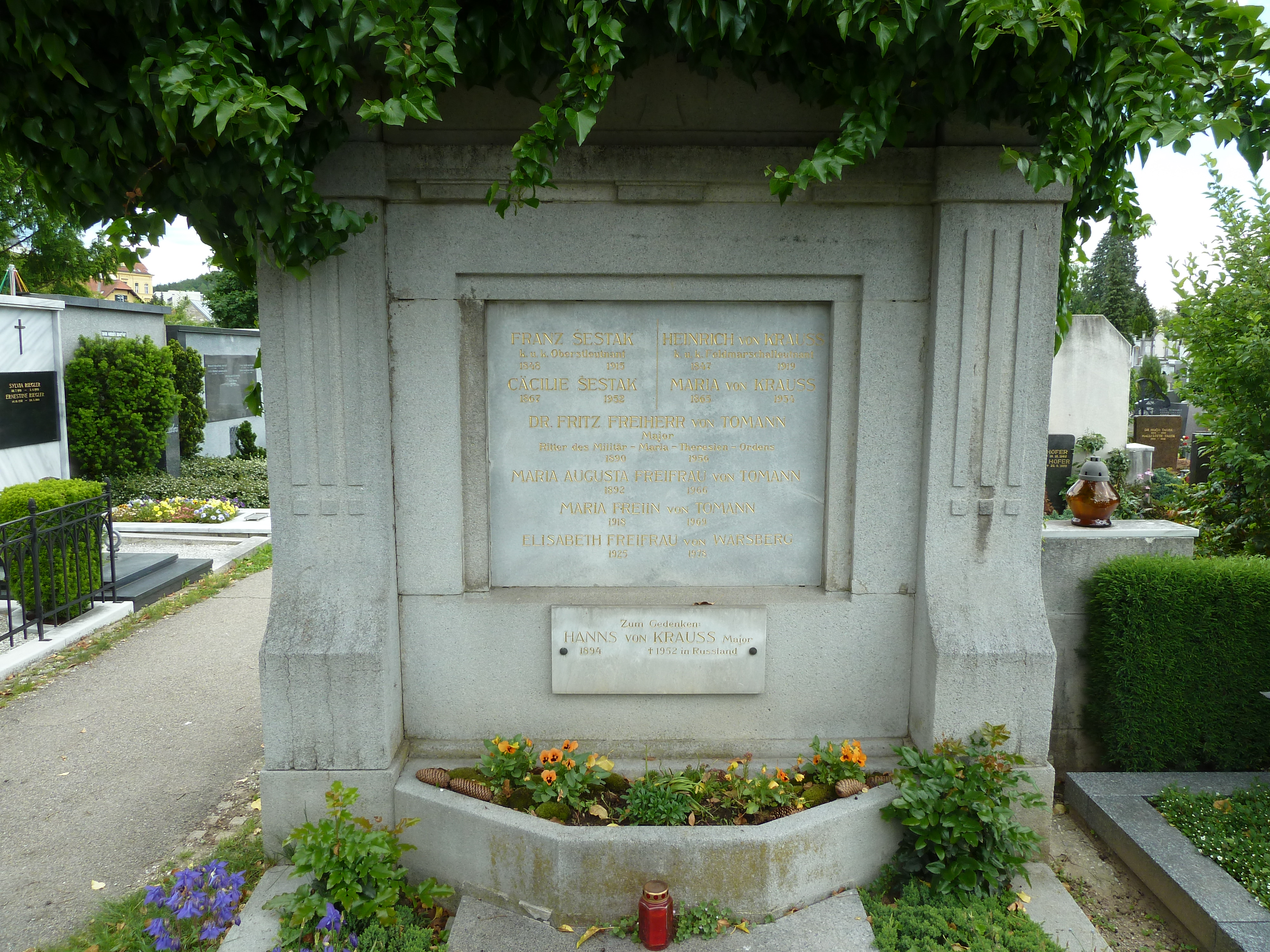
Grabmal in Graz

Fritz Tomann, eig. Friedrich Tomann, (* 4. Juli 1890 in Preßburg; † 21. Dezember 1955 in Graz) war ein österreichischer Offizier und Ritter des Militär-Maria-Theresien-Ordens.

## Leben
Er diente während des Ersten Weltkriegs im k.u.k. Infanterieregiment „Graf von Khevenhüller“ Nr. 7. 1915 hat er als Oberleutnant den Österreichisch-kaiserlichen Orden der Eisernen Krone 3. Klasse mit Kriegsdekoration erhalten. In der k. u. k. Armee war Tomann zuletzt Major. Nach dem Ende des Ersten Weltkriegs wurde ihm vom Ordenskapitel des Militär-Maria-Theresien-Ordens das Ritterkreuz dieses Ordens für seine Tapferkeit als Kompaniekommandant und Oberleutnant bei Gefechten in Iwanse am Dnestr am 15. Juli 1915 zugesprochen. Nach dem Ersten Weltkrieg diente er im steirischen Kontingent des Österreichischen Bundesheeres.
1921 wurde Tomann im legitimistischen Corps Danubia Graz aktiv. Er studierte an der Universität Graz Staatswissenschaften und promovierte 1923. Seit 1925 gehörte er dem Verwaltungsrat der Steirerversicherung an und wurde deren Generaldirektor. Nach dem Anschluss wurde er 1939 wegen Bilanzmanipulationen bei der Steirerversicherung angeklagt und am 14. Mai 1939 zu einer 3½-jährigen Kerkerstrafe verurteilt.
1930 erwarb er eine Villa in Graz, Schubertstraße 45,  diese musste später verkauft werden und die Familie zog in die Herdergasse 24 um, wo heute seine Enkelin Monika Specht-Tomann mit ihrer Familie wohnt. Er besaß ab 1933 das Forstgut Hahnenschloss am Herzogberg bei Edelschrott. Seine späteren Jahre verbrachte er zumeist am Herzogberg, wo er als Gutsbesitzer lebte. Er war verheiratet und hatte zwei Töchter sowie einen gleichnamigen Sohn; dieser hat später das Forstgut übernommen. Tomann ist am Friedhof St. Leonhard in Graz beigesetzt. Auf dem Grabstein wird er als Fritz Freiherr von Tomann genannt – ein Titel, der ihm zu Zeiten der k.u.k. Monarchie als Ritter des Militär-Maria-Theresien-Ordens zugestanden hätte.